# Équipe de l'État libre d'Orange de football
Maillots

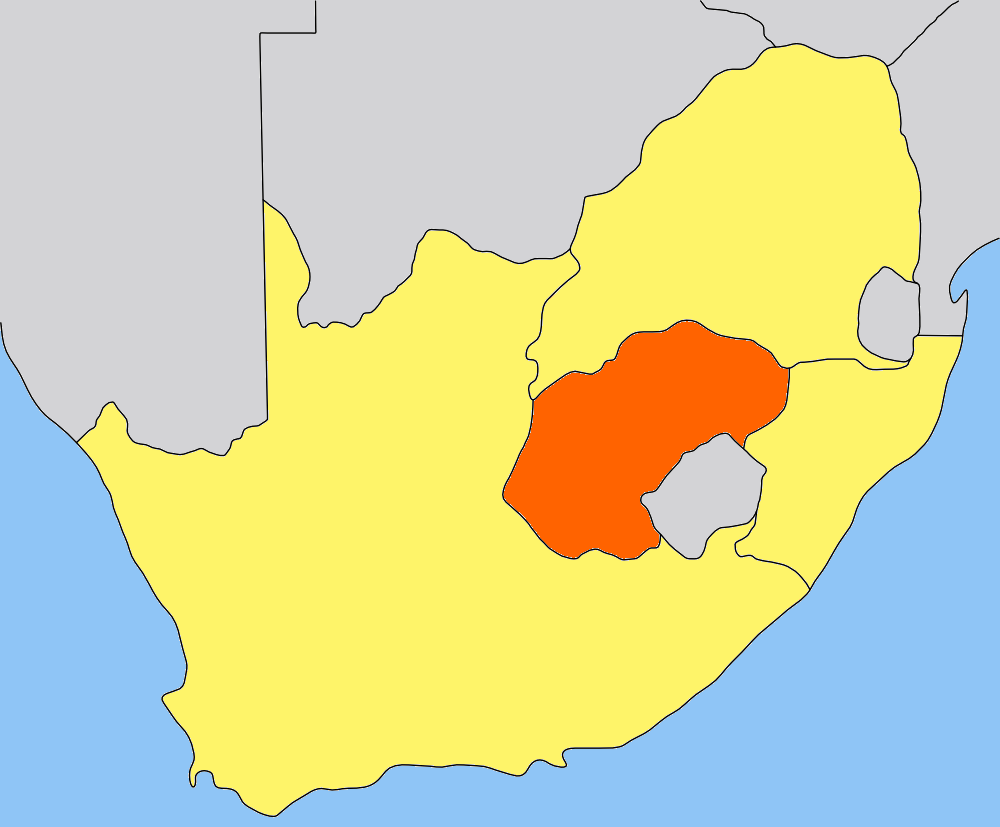
Localisation de l'État libre d'Orange (en orange) dans l'Afrique du Sud actuelle.

L'équipe de l'État libre d'Orange de football (en Anglais: Orange Free State football team, en Néerlandais: Oranje Vrijstaat voetbalteam, en Afrikaans: Oranje-Vrystaatse sokkerspan), créée en 1899 et dissoute en 1900, est la sélection de l'État libre d'Orange lors des matchs de football masculin, sous l'égide de la Fédération de l'État libre d'Orange football (en Anglais: Orange Free State FA) créée en 1894.
L'Équipe de l'État libre d'Orange a été la première équipe sud-africaine à faire une tournée en Grande-Bretagne, en Irlande du Nord à Belfast et en France à Roubaix.
La sélection se composait de 20 joueurs, l'article de Bolsmann indique qu'il y avait 16 joueurs noirs (non nommés individuellement) et 4 officiels blancs. L'équipe était appelée "Cafres" dans la presse britannique, et portait des shorts de couleur bleu et des chemises orange à parements bleus.
L'équipe joue sa première rencontre le 5 novembre 1899 et le quarante neuvième dernier match le 2 janvier 1900.

## Histoire
Les premières évocations de matches entre footballeurs blancs joués dans la république de l’État libre d'Orange remontent à 1889, lorsque des marchands britanniques de la ville d'Heilbron (en), dans le nord de l’État, ont défié les joueurs de la ville de Kroonstad. L’engouement pour le football s’est ainsi propagé à travers la petite république. Dans la capitale, Bloemfontein, les Blancs y jouaient, qu’ils soient employés de bureau ou fonctionnaires, cheminots ou marchands, mais aussi élèves d’écoles locales. Le football était également pratiqué dans les villes minières, comme Jagersfontein (en), où des rencontres entre équipe noires et blanches ont été rapportées. Le journal britannique The Football Echo and Sports Gazette, dans son édition du 29 avril 1899, annonçait que l’Orange Free State Football Association (OFSFA) créée en 1894, avait obtenu le soutien des clubs britanniques pour qu’une équipe « cafre » participe à une tournée. « Cafre » (« infidèle » en arabe), était un terme extrêmement offensant et péjoratif qui servait à qualifier les Sud-Africains noirs. Le du 30 juin 1899, le Manchester Times, parlant de la tournée à venir, écrivait : « L’équipe est réputée pour sa puissance et ses joueurs d’excellente constitution. » De son côté, le Scottish Sport notait que les joueurs étaient apparemment « grands et costauds, d’une rapidité hors du commun et individuellement très talentueux », et évoquait « une équipe déterminée et physiquement solide, qui ne joue que depuis quatre ou cinq ans. Les articles soulignaient avant tout les stéréotypes sur le corps du Noir africain. Cette attitude doit se comprendre dans le contexte du darwinisme social qui prévalait en Grande-Bretagne à l’époque. Dès l’arrivée de l’équipe en Grande-Bretagne et avant même qu’elle ait frappé sa première balle, la presse britannique publiait des caricatures racistes, comparant les footballeurs sud-africains aux êtres humains présentés dans les foires qui se tenaient dans divers pays européens. Malgré ces comparaisons, les foules se pressaient dans les gares pour les accueillir, on leur faisait visiter les lieux touristiques locaux et on organisait des soirées en leur honneur, souvent fréquentées par les notables de la ville, maires, conseillers et hommes d’affaires.
Une équipe de seize footballeurs sud-africains noirs, emmenée par leur capitaine Joseph Twayi et accompagnée par des responsables officiels blancs, M.D. « Toffy » Roberts et Lionel Nathan, a fait une tournée en Europe. Sujets de la Couronne britannique, M.D.Roberts et Lionel Nathan avaient tous deux joué un rôle dans le football de l’État libre d’Orange, M.D.Roberts avait joué plusieurs années avec l’équipe de la tournée, prévue pour six mois, devait être financée par les équipes adverses qui avaient apporté des garanties et promis de verser 50 % des recettes d’entrée. L’équipe avait également été invitée à jouer en Allemagne et en Autriche, mais sans succès. La presse de l’État libre d’Orange a publié de brefs articles positifs sur la tournée, mais on ne peut pas en dire autant des journaux du Cap. Voici ce que notait le Cape Argus : « Cette entreprise tient de la farce et est contraire à l’esprit sportif. Elle s’apparente à du cirque. Les supporteurs de socker de la Province occidentale auront du mal à croire qu’une bande de Cafres puisse sérieusement faire une démonstration digne de ce nom, ce dont les spectateurs britanniques s’apercevront rapidement. Il est probable que les financiers entreprenants amassent des sommes rondelettes, mais n’importe quel Blanc du sud du Zambèze n’ayant pas d’intérêt direct dans l’affaire regrettera cette aventure » (The Cape Argus, 10 août 1899).
G.A. Parker, l’entraîneur de l’équipe des Corinthian Football Club lors de sa tournée de 1897, a été interviewé dans The Football Evening News. Il a admis en savoir peu sur l’équipe, mais ajoute qu’il existe « une distinction marquée entre la population blanche et la population noire en Afrique du Sud, par conséquent l’adhésion aux clubs de sport est strictement réservée aux Blancs, The Football Evening News, 2 septembre 1899. ». Le premier match de la tournée a été joué contre Newcastle United Football Club. Il est vite apparu que l’équipe sud-africaine, en maillot orange et short noir, ne ferait pas le poids face à un adversaire britannique de premier rang. L’équipe a joué avec enthousiasme, mais « les spectateurs ont ri davantage qu’à l’opéra-comique le plus couru du moment » (The Newcastle Daily Journal, 6 septembre 1899).
Il était évident que l’équipe sud-africaine ne possédait ni la technique ni la capacité pour être un adversaire sérieux face à l’équipe anglaise. La tournée s’est poursuivie en Écosse, où l’équipe a disputé et perdu six matches devant une foule immense. Dans une interview publiée dans le Football Sun, le capitaine de l’équipe sud-africaine, Joseph Twayi, a révélé qu’il avait appris le football en « regardant jouer des messieurs blancs, ce qui lui avait donné l’envie d’essayer » (Scottish Sport, 19 septembre 1899). Joseph Twayi était épicier et ses coéquipiers étaient maçons, tailleurs, charpentiers, artisans ou employés. À la question « Jouez-vous contre des équipes blanches ? », il a répondu : « Oui, nous jouons contre le Blanc à Krontstadt, Jagersfontein, Heilbron et ailleurs. » M.D.Roberts l’interrompt en disant : « J’ai joué à Jagersfontein contre l’équipe de Joseph ». En réponse à une question sur la crise qui sévissait à ce moment-là avec la République sud-africaine, Twayi a déclaré : « Monsieur, si la reine Victoria se bat, nous nous battrons pour elle et 25 000 Basutos (Basuto, autre nom du peuple Basotho) traverseront l’État libre d’Orange pour prendre leur revanche ».
La fidélité de Twayi envers la Grande-Bretagne est également apparue lors de la réception organisée en l’honneur de l’équipe en visite après le match contre Hamilton Academical Football Club en Écosse. Dans son discours, il aurait déclaré qu’il « souhaitait qu’ils comprennent… que même si leur peau est noire, ils étaient de fidèles et loyaux sujets de Sa Majesté la Reine, Hamilton Herald and Lanarkshire Weekly News, 22 septembre 1899 ». Lors de la rencontre avec Aston Villa Football Club, le 20 novembre 1899, devant 4 000 spectateurs, l’équipe locale a gagné haut la main (7 à 4). Ce match est important car les Sud-Africains ont proposé que les recettes générées, 61 livres sterling, soient reversées au fonds des réservistes du Birmingham Daily Mail pour soutenir l’effort de guerre britannique. En outre, les Sud-Africains portaient un ruban rouge, blanc et bleu sur leur maillot orange pendant le match, « en signe de leur fidélité à la Reine » (Birmingham Daily Post, 21 novembre 1899). Des sommes sont également venues alimenter le Football Association War Fund, le fonds créé par la fédération anglaise pour soutenir l’effort de guerre.
La tournée n’a pas été une réussite sur le plan financier et les invitations en Allemagne et en Autriche n’ont rien donné. Les Sud-Africains ont néanmoins disputé un match en France, à Roubaix, contre le Sporting Club de Tourcoing. Devant une foule importante, qui comprenait des joueurs amateurs de Bruxelles et de Paris, les Sud-Africains se sont imposés trois buts à un. Ce fut leur unique victoire sur les 47 matches disputés pendant la tournée. Divers articles dans le Journal de Roubaix et Le Nord fut écrit. Il est important de noter que les Sud-Africains n’ont pas rencontré le Corinthian Football Club. Les visiteurs sud-africains étaient des pionniers du football au sens où ils étaient les premiers Sud-Africains à jouer à l’étranger. Ils constituaient la première équipe étrangère que rencontrait un grand nombre des équipes adverses.

## Résultats des rencontres
Le tableau suivant liste les rencontres de l'État libre d'Orange de football.
| No | Date              | Lieu            | État libre d'Orange | Adversaires                             | Score   |
| -- | ----------------- | --------------- | ------------------- | --------------------------------------- | ------- |
| 1  | 5 septembre 1899  | Angleterre      | État libre d'Orange | Newcastle United Football Club          | 3-6     |
| 2  | 6 septembre 1899  | Angleterre      | État libre d'Orange | Sunderland Association Football Club    | 3-5     |
| 3  | 7 septembre 1899  | Angleterre      | État libre d'Orange | Middlesbrough Football Club             | 3-7     |
| 4  | 9 septembre 1899  | Angleterre      | État libre d'Orange | Scarborough Football Club               | 3-9     |
| 5  | 11 septembre 1899 | Écosse          | État libre d'Orange | Hibernian Football Club                 | 2-3     |
| 6  | 13 septembre 1899 | Écosse          | État libre d'Orange | Greenock Morton Football Club           | 6-7     |
| 7  | 15 septembre 1899 | Écosse          | État libre d'Orange | Ayr Parkhouse Football Club             | 5-6     |
| 8  | 16 septembre 1899 | Écosse          | État libre d'Orange | Hamilton Academical Football Club       | 5-6     |
| 9  | 20 septembre 1899 | Écosse          | État libre d'Orange | Dundee Football Club                    | 4-6     |
| 10 | 21 septembre 1899 | Écosse          | État libre d'Orange | Celtic Football Club                    | 0-2     |
| 11 | 23 septembre 1899 | Irlande du Nord | État libre d'Orange | Belfast Celtic Football Club            | 3-5     |
| 12 | 27 septembre 1899 | Angleterre      | État libre d'Orange | Everton Football Club                   | 3-9     |
| 13 | 2 octobre 1899    | Angleterre      | État libre d'Orange | Burton Swifts F.C. (en)                 | 4-5     |
| 14 | 4 octobre 1899    | Angleterre      | État libre d'Orange | Manchester City Football Club           | 3-5     |
| 15 | 7 octobre 1899    | Angleterre      | État libre d'Orange | Leicester City Football Club            | 3-7     |
| 16 | 9 octobre 1899    | Angleterre      | État libre d'Orange | Northampton Town Football Club          | 4-7     |
| 17 | 12 octobre 1899   | Angleterre      | État libre d'Orange | Nottingham Forest Football Club         | 3-6     |
| 18 | 14 octobre 1899   | Angleterre      | État libre d'Orange | Barnsley Football Club                  | 5-8     |
| 19 | 18 octobre 1899   | Angleterre      | État libre d'Orange | Derby County Football Club              | 6-6     |
| 20 | 21 octobre 1899   | Angleterre      | État libre d'Orange | Lincoln City Football Club (réserve)    | 5-9     |
| 21 | 23 octobre 1899   | Angleterre      | État libre d'Orange | Sheffield United Football Club          | 2-7     |
| 22 | 25 octobre 1899   | Angleterre      | État libre d'Orange | Loughborough F.C. (en)                  | 4-7     |
| 23 | 28 octobre 1899   | Angleterre      | État libre d'Orange | Bolton Wanderers Football Club          | 3-13    |
| 24 | 30 octobre 1899   | Angleterre      | État libre d'Orange | Burnley Football Club                   | 6-7     |
| 25 | 6 novembre 1899   | Angleterre      | État libre d'Orange | Preston North End Football Club         | 3-5     |
| 26 | 7 novembre 1899   | Angleterre      | État libre d'Orange | Bradford & District                     | 6-8     |
| 27 | 11 novembre 1899  | Pays de Galles  | État libre d'Orange | Wrexham Football Club                   | 4-5     |
| 28 | 15 novembre 1899  | Pays de Galles  | État libre d'Orange | Druids F.C. (en)                        | 3-4     |
| 29 | 16 novembre 1899  | Angleterre      | État libre d'Orange | Shrewsbury Town Football Club           | 5-7     |
| 30 | 20 novembre 1899  | Angleterre      | État libre d'Orange | Aston Villa Football Club               | 4-7     |
| 31 | 22 novembre 1899  | Angleterre      | État libre d'Orange | West Bromwich Albion Football Club      | 6-11    |
| 32 | 25 novembre 1899  | Angleterre      | État libre d'Orange | Wellingborough Town F.C. (en)           | 5-7     |
| 33 | 27 novembre 1899  | Angleterre      | État libre d'Orange | Tottenham Hotspur Football Club         | 4-6     |
| 34 | 29 novembre 1899  | Angleterre      | État libre d'Orange | Richmond Association                    | 4-8     |
| 35 | 4 décembre 1899   | Angleterre      | État libre d'Orange | Luton Town Football Club                | 6-8     |
| 36 | 6 décembre 1899   | Angleterre      | État libre d'Orange | Portsmouth Football Club (réserve)      | 3-7     |
| 37 | 7 décembre 1899   | Angleterre      | État libre d'Orange | Ryde Sports F.C. (en)                   | 3-5     |
| 38 | 9 décembre 1899   | Angleterre      | État libre d'Orange | Cowes Sports F.C. (en)                  | 3-5     |
| 39 | 13 décembre 1899  | Angleterre      | État libre d'Orange | Gravesend                               | 4-5     |
| 40 | 16 décembre 1899  | Angleterre      | État libre d'Orange | Sheppey United F.C. (en)                | 3-4     |
| 41 | 17 décembre 1899  | France          | État libre d'Orange | Sporting Club de Tourcoing              | 3-1     |
| 42 | 20 décembre 1899  | Angleterre      | État libre d'Orange | Reading Football Club                   | 5-9     |
| 43 | 23 décembre 1899  | Angleterre      | État libre d'Orange | Ealing                                  | Abandon |
| 44 | 25 décembre 1899  | Angleterre      | État libre d'Orange | Brentford Football Club                 | 2-3     |
| 45 | 26 décembre 1899  | Angleterre      | État libre d'Orange | Brighton United F.C. (en)               | 5-10    |
| 46 | 27 décembre 1899  | Angleterre      | État libre d'Orange | Dorset County Football Association (en) | 3-8     |
| 47 | 30 décembre 1899  | Angleterre      | État libre d'Orange | Bournemouth F.C. (en)                   | 1-2     |
| 48 | 1er janvier 1900  | Angleterre      | État libre d'Orange | Bristol City Football Club              | 5-6     |
| 49 | 2 février 1900    | Pays de Galles  | État libre d'Orange | Aberdare Town Football Club             | 3-4     |